# Krimski pohod na Moskvo (1571)
Krimski pohod na Moskvo, znan tudi kot moskovski požar, se je zgodil 24. maja 1571, ko sta vojski Krimskega kanata in Osmanskega cesarstva (8.000 krimskih Tatarov, 33.000 nerednih osmanskih vojakov in 7.000 janičarjev) pod poveljstvom krimskega kana Devleta I. Geraja zaobšla ruske obrambne utrdbe na reki Oki, prečkala reko Ugro in obkolila bok 60.000 glave ruske vojske. 

## Ozadje
Krimsko-turške sile so leta 1571 napadle Moskovijo in oblegale Moskvo, ker je v letih 1556 in 1558 moskovska vojska prekršila prisego krimski dinastiji Geraj, napadla dežele Krimskega kanata in vdrle na Krim, požgale vasi in mesta na zahodnem in vzhodnem Krimu in ujele ali ubile veliko krimskih Tatarov. 
Leta 1561 so Moskovčani prejeli pismo carigrajskega patriarha, ki se je izkazalo za lažno, in je potrjevalo pravice Ivana Groznega, da se razglasi za carja. Do leta 1563 so se odnosi med Moskovijo in Krimskim kanatom dokončno porušili. Krimsko-turška vojska je strla ruske obmejne obrambne enote. Ker preostala vojska ni mogla zaustaviti invazije, se je umaknila v Moskvo. V prestolnico je bežalo tudi podeželsko rusko prebivalstvo.  
Do 23. maja 1571 so se tatarske čete približale Moskvi in postavile tabor v bližini Kolomenskega. Istočasno so v mesto prišli ruski vojvode. Vojska Ivana Belskega je stala na Bolšojski ulici, polk Ivana Mstislavskega in Ivana Šeremeteva na Jakimanki,  izpostavljeni polk Mihaila Vorotinskega in Petra Tateva na Taganskem travniku, vojska Vasilija Tjomkin-Rostovskega pa za Neglinaji. Po poročanju kronistov je "knez Ivan Dmitrijevič Belski šel proti nasprotniku čez reko Moskvo na travnik za Močvirjem in se z njim pogajal". Med bitko so Tatari odrinili Ruse. Princ Belski je bil v bitki ranjen.

## Požar
Krimski Tatari in osmanski Turki so 24. maja zažgali predmestje Moskve, nenaden veter pa je ogenj odpihnil v Moskvo in mesto je zagorelo.
Po besedah Heinricha von Stadna, Nemca v službi Ivana Groznega, ki je trdil, da je bil član opričnine, so mesto, vladna palača, opričninska palača in predmestje popolnoma pogoreli v šestih urah. Iz mesta se ni dalo pobegniti. Ljudje so bežali v kamnite cerkve, da bi se rešili ognjenih zubljev, vendar so se zrušile, bodisi zaradi ognja bodisi zaradi pritiska množic. Ljudje so poskušali pobegniti s skokom v reko Moskvo, kjer so se mnogi utopili. Smodnišnica v Kremlju je eksplodirala in tisti, ki so se skrivali v tamkajšnji kleti, so se zadušili. Car je ukazal mrtve, ki so jih našli na ulicah, vreči v reko. Jerome Horsey je zapisal, da je odstranjevanje vseh trupel trajalo več kot eno leto.
Požar leta 1571 je bil eden najhujših požarov v zgodovini mesta. Zgodovinarji ocenjujejo število žrtev požara od 60.000 do celo 200.000 ljudi. Tujci, ki so obiskali mesto pred požarom in po njem, so opisali opazen upad mestnega prebivalstva. Ivan Grozni se je zaradi pomanjkanja primernega stanovanja zanj in njegovo spremstvo še nekaj let po požaru izogibal mesta.  
Napad krimskega kana leta 1572 je bil odbit v bitki pri Molodijah.